# FK 부두치노스트 포드고리차
FK 부두치노스트 포드고리차(FK Budućnost Podgorica)는 몬테네그로의 축구 클럽으로 수도인 포드고리차에 연고를 두고 있다. 현재 몬테네그로 1부 리그에 참가하고 있으며 2007-08시즌에 우승을 하였다.

## 역사
클럽은 1925년에 설립되었다. 1946년에는 유고슬라비아 1부 리그에 참가하는 유일한 몬테네그로의 클럽팀이 되었다. 클럽의 가장 큰 성과는 유고슬라비아 사회주의 연방공화국 시절인 1965년과 1977년에 유고슬라비아 컵 결승전에 오른 것이다. 또한 1981년과 1985년에는 인터토토컵에 나갔었다. 이 당시의 인터토토컵은 1995년부터 2008년까지 열렸던 인터토토컵과는 달리 UEFA에서 주관하던 때가 아니었다. 1990-91 시즌엔 발칸컵 결승에 올라 준우승을 차지하였다. 2005년에는 UEFA 인터토토컵 2회전까지 올라갔다. 2007년엔 UEFA컵 2007-08에 나갔으나 예선1회전에서 탈락하였고, 2008년에는 UEFA 챔피언스리그 2008-09에서 예선1회전에서 탈락하였다.

## 역대 성적
- 몬테네그로 1부 리그

우승 (7): 2008, 2012, 2017, 2020, 2021, 2023, 2025
- 유고슬라비아 컵 준우승

우승 (2): 1965, 1977
- 유고슬라비아 2부 리그

우승 (1): 1994-95
- 세르비아 몬테네그로 2부 리그

우승 (1): 2002-03

## 유럽 대회 결과
| 시즌    | 대회         | 라운드    | 클럽                | 경기결과 |
| ------- | ------------ | --------- | ------------------- | -------- |
| 2005/06 | 인터토토컵   | 1회전     | 발레타              | 2-2, 5-0 |
|         |              | 2회전     | 데포르티보 라코루냐 | 0-3, 2-1 |
| 2007/08 | UEFA컵       | 예선1회전 | 하이두크 스플리트   | 1-1, 0-1 |
| 2008/09 | 챔피언스리그 | 예선1회전 | 탐페레 유나이티드   | 1-2, 1-1 |

## 선수 명단

### 현역
참고: FIFA 자격 규정에 따라 소속된 국가대표팀 국기를 표시합니다. 선수는 복수의 FIFA 비회원국 국적을 가지고 있을 수 있습니다.
| 번호 | 포지션 | 국적       | 이름              |
| ---- | ------ | ---------- | ----------------- |
| 5    | DF     |            | 일리야 세리코프   |
| 18   | FW     | 몬테네그로 | 페타르 글빅       |
| 32   | MF     | 세르비아   | 네델코 피시체비치 |

| 번호 | 포지션 | 국적 | 이름 |
| ---- | ------ | ---- | ---- |

## 역대 감독
| 감독          | 임기        |
| ------------- | ----------- |
| 브란코 바비치 | 2007 ~ 2008 |

## 같이 보기
- 몬테네그로 1부 리그
- 스타디온 포드 고리촘
- 포드고리차

틀:FK 부두치노스트 포드고리차